# BUMPIN' VOYAGE
『BUMPIN' VOYAGE』（バンピン・ヴォヤージュ）は、久保田利伸の6枚目のアルバム。1995年1月28日に、Sony Recordsから発売された。

## 概要
『Neptune』より2年半ぶりのアルバム。先行シングル2枚を含む全11曲を収録。全米デビュー準備期間中に制作された。

## 収録曲
- 作詞・作曲：久保田利伸
- 編曲：柿崎洋一郎（特記以外）

1. Pa La Le Ya ～さよなら～ (5:15)
2. SUNshine, MOONlight (5:19)
  - 14thシングル。
  - 日本ハム「シャウエッセン」CFソング
3. 君は なにを 見てる (4:47)
  - 日本ハム「シャウエッセン」CFソング
4. ZA-KU-ZA-KU Digame (4:32)
  - 編曲：アンドレス・レビン/カマス・セリ
  - 14thシングル。ヴィクトリアFCO CFソング
5. 女 D.J. "Fonk" (4:53)
  - 編曲：アンドレス・レビン/カマス・セリ
  - 「Funk It Up」の日本語バージョン。
6. Too Lite 2 Do (5:42)
7. Not Yet! (4:51)
  - 編曲：アンディー・マーベル
8. 6 To 8 (5:57)
  - 作曲：久保田利伸・柿崎洋一郎
  - エバンス（ROLEX専門店）CFソング
9. Dive Into The Base (4:09)
  - 編曲：JEFF BOVA
10. さがしてた 忘れもの (4:39)
  - 編曲：JEFF BOVA
  - エバンス（ROLEX専門店）CFソング
11. 夜に抱かれて -A Night in Afro Blue- (4:31) 
  - 作詞：井沢満
  - 13thシングル。
  - 日本テレビ系ドラマ『夜に抱かれて』主題歌。

## 参加ミュージシャン
- Camus Celli（ドラム）
- Hideki Ninomiya（ベース）
- Lew Soloff（トランペット）
- Alex Alexander（ドラム）
- Kim Burse（ボーカル）
- Alan Coates, Fana Kikana, Lindiwe Dlamini, Ntombikhona Diamini, Seth Sibanda, Thandinkosi Bhengu, Hideki Ninomiya, Tim Donovan, Lisette Gray
- Omar Hakim（ドラム）
- Jeff Mironov（ギター）
- Vernon Reid（ギター）